# سرین‌دره (سینجیک)
سرین‌دره (انگلیسی: Serindere) یک منطقه مسکونی در ترکیه است که در استان آدیامان و در ناحیه سینجیک واقع شده‌است.